# Acidimicrobiia
Acidimicrobiia es una clase de bacterias grampositivas del filo Actinomycetota. Fue descrita en el año 2018. Contiene un solo orden: Acidimicrobiales. Son bacterias aerobias o anaerobias facultativas, y de movilidad variable. Se encuentran en aguas saladas y dulces, sedimentos y drenajes ácidos de minas. Algunas tienen capacidad para oxidar y reducir el hierro.

## Taxonomía
Actualmente contiene 1 orden (Acidimicrobiales) y 3 familias:
- Familia Acidimicrobiaceae
  - Acidiferrimicrobium
  - Acidimicrobium
  - Acidithrix
  - Ferrimicrobium
  - Ferrithrix
- Familia Iamiaceae
  - Actinomarinicola
  - Aquihabitans
  - Iamia
  - Rhabdothermincola
- Familia Ilumatobacteraceae
  - Desertimonas
  - Ilumatobacter